# Нихон кэйдзай симбун
«Никкэй» (яп. 株式会社日本経済新聞社 Кабусики гайся нихон кэйдзай симбун ся, Акционерное общество «Японские экономические новости») — одна из крупнейших медиакорпораций Японии. «Никкэй» специализируется на публикации финансовых, деловых и промышленных новостей. 
В число основных изданий корпорации входят:
- «Нихон кэйдзай симбун» (яп. 日本経済新聞) — ведущая экономическая газета страны,
- «Никкэй веритас» (яп. 日経ヴェリタス) — еженедельная финансовая газета, сменившая в марте 2008 газету «Никкэй кинъю симбун».
- «Никкэй сангё симбун» (яп. 日経産業新聞) — промышленная газета.
- «Никкэй-эм-джэй» (яп. 日経MJ) — торговая газета.
- «Никкэй уикли» (яп. 日経ウィークリー) — англоязычная газета.

23 июля 2015 года медиахолдинг договорился о покупке у издательского дома «Пирсон» газеты Financial Times. 30 ноября 2015 года холдинг закрыл сделку по приобретению 100 % акций Financial Times.

## Спонсорство
В 1953 году «Нихон кэйдзай симбун» стала основательницей одного из семи главных профессиональных мужских титульных матчей по сёги — одза («трон») и до сих пор является его главным спонсором.